# Đa dạng hóa (đầu tư)
Đa dạng hoá (là cách viết tắt của Đa dạng hoá trong đầu tư) là ý tưởng mà nhà đầu tư phân bổ tiền vào nhiều loại đầu tư khác nhau. Khi một lĩnh vực đầu tư bị sụt giảm và lĩnh vực khác tăng trưởng thì việc lựa chọn đa dạng hoá trong đầu tư giúp nhà đầu tư giảm thiểu rủi ro của mình. 
Đa dạng hóa cùng phòng ngừa rủi ro là hai kỹ thuật chung để giảm thiểu rủi ro trong đầu tư tài chính.
Mức độ cơ bản nhất trong đa dạng hoá danh mục đầu tư là mua nhiều loại cổ phiếu thay vì mua chỉ một loại cổ phiếu. Quỹ tương hỗ được thành lập để mua rất nhiều loại cổ phiếu (hàng trăm, thậm chí hàng nghìn cổ phiếu). Theo đó, nhà đầu tư có thể đa dạng hoá nhiều loại đầu tư bằng cách mua nhiều loại cổ phiếu khác nhau, rồi bổ sung thêm trái phiếu, hoặc đầu tư quốc tế, …

## Ví dụ
Một ví dụ đơn giản nhất về đa dạng hóa là câu tục ngữ: "Đừng bỏ tất cả trứng vào một giỏ".  Khi giỏ bị rơi, toàn bộ số trứng sẽ bị vỡ. Bỏ mỗi quả trứng vào mỗi giỏ khác nhau là đa dạng hóa. Rủi ro cao là mất một quả, nhưng giảm thiểu rủi ro mất toàn bộ. Nhưng ở mặt khác thì tăng số giỏ có thể tăng chi phí. 
Trong tài chính và đầu tư, ví dụ về một danh mục không đa dạng hóa là chỉ nắm giữ một cổ phiếu: được coi là rủi ro, vì một cổ phiếu đơn lẻ hoàn toàn giảm xuống 50% trong một năm là chuyện không hiếm. Còn một danh mục 20 cổ phiếu cùng giảm giá thì lại ít xảy ra hơn, đặc biệt nếu chúng được lựa chọn ngẫu nhiên. Nếu nhiều cổ phiếu được lựa chọn từ đa ngành, giá trị công ty và thể loại tài sản thì nó sẽ hiếm xảy ra việc chứng kiến một cú rụng 50% vì nó giảm thiểu bất cứ xu hướng nào trong ngành, công ty và thể loại tài sản đó.
Từ giữa những năm 1970, đã xuất hiện tranh cãi về đa dạng hóa địa lý sẽ tạo ra lợi nhuận (đã điều chỉnh rủi ro) cao cho các nhà đầu tư tổ chức bởi giảm thiểu tổng thể rủi ro nhưng lại nắm được một tỉ lệ tăng trưởng cao hơn từ những thị trường đang nổi như châu Á và Mỹ La Tinh.